# Ichthyosaura alpestris cyreni
El tritón alpino español (Ichthyosaura alpestris cyreni, antes Triturus alpestris cyreni y Mesotriton alpestris cyreni) es una subespecie de Ichthyosaura alpestris, anfibio urodelo de la familia Salamandridae. Su tamaño no supera los 11 cm. El macho presenta en época de celo un colorido único entre los urodelos de España. Es una forma endémica bien diferenciada del resto de las poblaciones europeas tanto por rasgos morfológicos como moleculares. Según datos genéticos, existen dos grupos poblacionales dentro de esta subespecie, uno oriental, que incluiría las poblaciones navarras, guipuzcoanas y del este de Álava y otro occidental que agruparía al resto de poblaciones.

## Distribución
Su distribución está restringida a la Cornisa Cantábrica. Se localiza desde el oeste de Asturias hasta las sierras del oeste de Navarra, se encuentra al norte de León, Palencia y Burgos, así como en Álava y algunas zonas de Vizcaya y Guipúzcoa. Su límite sur está marcado por la Montaña Palentina y la sierra de Híjar, aunque existe una población en la sierra de Guadarrama, Peñalara, introducida recientemente por el hombre.

## Hábitat
Se le puede encontrar en diversos tipos de hábitat, desde pastizales hasta bosques de hayas y robles. Se localiza en aguas tranquilas, incluyendo pozas de arroyos y lagos de alta montaña pero ocupa también charcas temporales, fuentes, abrevaderos y marismas. La especie ocupa principalmente biotipos de alta y media montaña, alcanzando los 2200 m s. n. m. en la cordillera Cantábrica, aunque se le puede encontrar al nivel del mar en Asturias, Cantabria y Vizcaya.
Con frecuencia está acompañado por otras especies de tritones, especialmente Lissotriton helveticus, pero también por Triturus marmoratus y Lissotriton boscai, siendo entonces la especie menos abundante.

## Amenazas
Aunque en general se puede considerar una especie no amenazada en la parte occidental de su área de distribución, sin embargo en la zona oriental, en el País Vasco y Navarra, son escasos y con problemas de aislamiento.
Las principales amenazas son la alteración y destrucción de los hábitat favorables, tanto acuáticos como terrestres. La introducción de peces y la nitrificación y eutrofización de algunas charcas y lagos de alta montaña.